# Olympische Sommerspiele 2016/Teilnehmer (Thailand)
| Gelbes Symbol für Goldmedaillen mit stilisierten Olympischen Ringen | Graues Symbol für Silbermedaillen mit stilisierten Olympischen Ringen | Braundes Symbol für Bronzemedaillen mit stilisierten Olympischen Ringen |
| ------------------------------------------------------------------- | --------------------------------------------------------------------- | ----------------------------------------------------------------------- |
| 2                                                                   | 2                                                                     | 2                                                                       |

Thailand nahm an den Olympischen Spielen 2016 in Rio de Janeiro teil. Es war die insgesamt 16. Teilnahme an Olympischen Sommerspielen. Das National Olympic Committee of Thailand nominierte 54 Athleten in 15 Sportarten.
Fahnenträger bei der Eröffnungsfeier war die Badmintonspielerin Ratchanok Intanon.

## Teilnehmer nach Sportarten

### Badminton
| Athleten                                    | Wettbewerb | Gruppenphase                                                                            | Gruppenphase                                             | Gruppenphase | Gruppenphase | Achtelfinale    | Achtelfinale       | Viertelfinale | Viertelfinale      | Halbfinale    | Halbfinale    | Finale        | Finale        | Rang          |
| Athleten                                    | Wettbewerb | Gegner                                                                                  | Ergebnis                                                 | Punkte       | Rang         | Gegner          | Ergebnis           | Gegner        | Ergebnis           | Gegner        | Ergebnis      | Gegner        | Ergebnis      | Rang          |
| ------------------------------------------- | ---------- | --------------------------------------------------------------------------------------- | -------------------------------------------------------- | ------------ | ------------ | --------------- | ------------------ | ------------- | ------------------ | ------------- | ------------- | ------------- | ------------- | ------------- |
| Frauen                                      |            |                                                                                         |                                                          |              |              |                 |                    |               |                    |               |               |               |               |               |
| Porntip Buranaprasertsuk                    | Einzel     | Kate Foo Kune Wendy Chen                                                                | 2:0 (21:7, 21:18) 2:0 (21:14, 21:15)                     | 84:54        | 1            | Marija Ulitina  | 2:0 (21:14, 21:16) | Li Xuerui     | 0:2 (12:21, 17:21) | ausgeschieden | ausgeschieden | ausgeschieden | ausgeschieden | ausgeschieden |
| Ratchanok Intanon                           | Einzel     | Yip Pui Yin Kati Tolmoff                                                                | 2:0 (21:18, 21:12) 2:0 (21:14, 21:13)                    | 84:57        | 1            | Akane Yamaguchi | 0:2 (19:21, 16:21) | ausgeschieden | ausgeschieden      | ausgeschieden | ausgeschieden | ausgeschieden | ausgeschieden | ausgeschieden |
| Puttita Supajirakul Sapsiree Taerattanachai | Doppel     | Misaki Matsutomo Ayaka Takahashi Eefje Muskens Selena Piek Jwala Gutta Ashwini Ponnappa | 0:2 (15:21, 15:21) 0:2 (13:21, 20:22) 2:0 (21:17, 21:15) | 105:117      | 3            | –               | –                  | ausgeschieden | ausgeschieden      | ausgeschieden | ausgeschieden | ausgeschieden | ausgeschieden | ausgeschieden |
| Männer                                      |            |                                                                                         |                                                          |              |              |                 |                    |               |                    |               |               |               |               |               |
| Boonsak Ponsana                             | Einzel     | Viktor Axelsen Lee Dong-keun                                                            | 0:2 (14:21, 13:21) 2:1 (21:19, 17:21, 21:16)             | 86:98        | 2            | ausgeschieden   | ausgeschieden      | ausgeschieden | ausgeschieden      | ausgeschieden | ausgeschieden | ausgeschieden | ausgeschieden | ausgeschieden |
| Männer                                      |            |                                                                                         |                                                          |              |              |                 |                    |               |                    |               |               |               |               |               |
| Bodin Isara Savitree Amitrapai              | Mixed      | Tontowi Ahmad Liliyana Natsir Chan Peng Soon Goh Liu Ying Robin Middleton Leanne Choo   | 0:2 (11:21, 13:21) 0:2 (13:21, 19:21) 2:0 (21:13, 21:18) | 98:115       | 3            | –               | –                  | ausgeschieden | ausgeschieden      | ausgeschieden | ausgeschieden | ausgeschieden | ausgeschieden | ausgeschieden |

### Bogenschießen
| Athleten          | Wettbewerb | Qualifikation | Qualifikation | 1. Runde        | 1. Runde      | 2. Runde      | 2. Runde      | Achtelfinale           | Achtelfinale | Viertelfinale | Viertelfinale | Halbfinale    | Halbfinale    | Finale        | Finale        | Rang |
| Athleten          | Wettbewerb | Ringe         | Rang          | Gegner          | Ergebnis      | Gegner        | Ergebnis      | Gegner                 | Ergebnis     | Gegner        | Ergebnis      | Gegner        | Ergebnis      | Gegner        | Ergebnis      | Rang |
| ----------------- | ---------- | ------------- | ------------- | --------------- | ------------- | ------------- | ------------- | ---------------------- | ------------ | ------------- | ------------- | ------------- | ------------- | ------------- | ------------- | ---- |
| Männer            |            |               |               |                 |               |               |               |                        |              |               |               |               |               |               |               |      |
| Witthaya Thamwong | Einzel     | 655           | 41            | Gantugs Jantsan | 7-3 (139:132) | Chun-Heng Wei | 6-5 (133:136) | Jean-Charles Valladont | 0-6 (80:87)  | ausgeschieden | ausgeschieden | ausgeschieden | ausgeschieden | ausgeschieden | ausgeschieden | 9    |

### Boxen
| Athleten          | Wettbewerb                  | 1. Runde        | 1. Runde | Achtelfinale          | Achtelfinale | Viertelfinale       | Viertelfinale | Halbfinale    | Halbfinale    | Finale        | Finale        | Rang          |
| Athleten          | Wettbewerb                  | Gegner          | Ergebnis | Gegner                | Ergebnis     | Gegner              | Ergebnis      | Gegner        | Ergebnis      | Gegner        | Ergebnis      | Rang          |
| ----------------- | --------------------------- | --------------- | -------- | --------------------- | ------------ | ------------------- | ------------- | ------------- | ------------- | ------------- | ------------- | ------------- |
| Frauen            |                             |                 |          |                       |              |                     |               |               |               |               |               |               |
| Peamwilai Laopeam | Fliegengewicht bis 51 kg    | –               | –        | Freilos               | Freilos      | Íngrit Valencia     | 0:3           | ausgeschieden | ausgeschieden | ausgeschieden | ausgeschieden | ausgeschieden |
| Männer            |                             |                 |          |                       |              |                     |               |               |               |               |               |               |
| Chatchai Butdee   | Bantamgewicht bis 56 kg     | Qais Ashfaq     | 3:0      | Wladimir Nikitin      | 1:2          | ausgeschieden       | ausgeschieden | ausgeschieden | ausgeschieden | ausgeschieden | ausgeschieden | ausgeschieden |
| Amnat Ruenroeng   | Leichtgewicht bis 60 kg     | Ignacio Perrin  | 3:0      | Sofiane Oumiha        | TKO          | ausgeschieden       | ausgeschieden | ausgeschieden | ausgeschieden | ausgeschieden | ausgeschieden | ausgeschieden |
| Wuttichai Masuk   | Halbweltergewicht bis 64 kg | Freilos         | Freilos  | Gary Antuanne Russell | 1:2          | ausgeschieden       | ausgeschieden | ausgeschieden | ausgeschieden | ausgeschieden | ausgeschieden | ausgeschieden |
| Sailom Adi        | Weltergewicht bis 69 kg     | Pavel Kastramin | 2:1      | Simeon Chamov         | 3:0          | Souleymane Cissokho | 0:3           | ausgeschieden | ausgeschieden | ausgeschieden | ausgeschieden | ausgeschieden |

### Gewichtheben
| Athleten             | Wettbewerb        | Reißen  | Reißen | Stoßen        | Stoßen        | Zweikampf     | Zweikampf     | Rang          |
| Athleten             | Wettbewerb        | Gewicht | Rang   | Gewicht       | Rang          | Gewicht       | Rang          | Rang          |
| -------------------- | ----------------- | ------- | ------ | ------------- | ------------- | ------------- | ------------- | ------------- |
| Frauen               |                   |         |        |               |               |               |               |               |
| Sopita Tanasan       | Klasse bis 48 kg  | 92 kg   | 1      | 108 kg        | 1             | 200 kg        | 1             | Gold          |
| Pimsiri Sirikaew     | Klasse über 58 kg | 102 kg  | 4      | 130 kg        | 2             | 232 kg        | 2             | Silber        |
| Sukanya Srisurat     | Klasse über 58 kg | 110 kg  | 1      | 130 kg        | 1             | 240 kg        | 1             | Gold          |
| Siripuch Gulnoi      | Klasse über 63 kg | 108 kg  | 3      | nicht beendet | nicht beendet | nicht beendet | nicht beendet | nicht beendet |
| Männer               |                   |         |        |               |               |               |               |               |
| Sinphet Kruaithong   | Klasse bis 56 kg  | 132 kg  | 3      | 157 kg        | 3             | 289 kg        | 3             | Bronze        |
| Witoon Mingmoon      | Klasse bis 56 kg  | 113 kg  | 11     | 148 kg        | 7             | 261 kg        | 9             | 9             |
| Tairat Bunsuk        | Klasse bis 69 kg  | 137 kg  | 17     | 179 kg        | 8             | 316 kg        | 12            | 12            |
| Chatuphum Chinnawong | Klasse bis 77 kg  | 165 kg  | 4      | 191 kg        | 6             | 356 kg        | 4             | 4             |
| Sarat Sumpradit      | Klasse bis 94 kg  | 177 kg  | 3      | 213 kg        | 4             | 390 kg        | 4             | 4             |

### Golf
| Athleten             | Runde 1 | Runde 2 | Runde 3 | Runde 4 | Gesamt  | Par     | Rang    |
| -------------------- | ------- | ------- | ------- | ------- | ------- | ------- | ------- |
| Frauen               |         |         |         |         |         |         |         |
| Ariya Jutanugarn     | 65      | 71      | Aufgabe | Aufgabe | Aufgabe | Aufgabe | Aufgabe |
| Pornanong Phatlum    | 71      | 72      | 69      | 71      | 283     | −1      | T25     |
| Männer               |         |         |         |         |         |         |         |
| Kiradech Aphibarnrat | 71      | 69      | 69      | 67      | 276     | −8      | T5      |
| Thongchai Jaidee     | 70      | 75      | 67      | 67      | 279     | −5      | T15     |

### Judo
| Athleten        | Wettbewerb  | 1. Runde | 1. Runde    | 2. Runde      | 2. Runde      | Viertelfinale | Viertelfinale | Halbfinale / Trostrunde | Halbfinale / Trostrunde | Finale / Platz 3 | Finale / Platz 3 | Rang |
| Athleten        | Wettbewerb  | Gegner   | Ergebnis    | Gegner        | Ergebnis      | Gegner        | Ergebnis      | Gegner                  | Ergebnis                | Gegner           | Ergebnis         | Rang |
| --------------- | ----------- | -------- | ----------- | ------------- | ------------- | ------------- | ------------- | ----------------------- | ----------------------- | ---------------- | ---------------- | ---- |
| Männer          |             |          |             |               |               |               |               |                         |                         |                  |                  |      |
| Kunathip Yea-On | über 100 kg | D. Natea | 000s0:100s0 | ausgeschieden | ausgeschieden | ausgeschieden | ausgeschieden | ausgeschieden           | ausgeschieden           | ausgeschieden    | ausgeschieden    | 17   |

### Leichtathletik
Laufen und Gehen 
| Athleten               | Wettbewerb | Runde 1 | Runde 1 | Halbfinale | Halbfinale | Finale    | Finale | Rang |
| Athleten               | Wettbewerb | Zeit    | Rang    | Zeit       | Rang       | Zeit      | Rang   | Rang |
| ---------------------- | ---------- | ------- | ------- | ---------- | ---------- | --------- | ------ | ---- |
| Frauen                 |            |         |         |            |            |           |        |      |
| Natthaya Thanaronnawat | Marathon   | –       | –       | –          | –          | 3:11:31 h | 130    | 130  |
| Jane Vongvorachoti     | Marathon   | –       | –       | –          | –          | 2:47:27 h | 91     | 91   |
| Männer                 |            |         |         |            |            |           |        |      |
| Boonthung Srisung      | Marathon   | –       | –       | –          | –          | 2:37:46 h | 133    | 133  |

 Springen und Werfen 
| Athleten         | Wettbewerb | Qualifikation | Qualifikation | Finale        | Finale        | Rang |
| Athleten         | Wettbewerb | Weite/Höhe    | Rang          | Weite/Höhe    | Rang          | Rang |
| ---------------- | ---------- | ------------- | ------------- | ------------- | ------------- | ---- |
| Frauen           |            |               |               |               |               |      |
| Subenrat Insaeng | Diskuswurf | 56,64 m       | 24            | ausgeschieden | ausgeschieden | 24   |

### Rudern
| Athleten            | Wettbewerb | Vorlauf     | Vorlauf | Vorlauf       | Hoffnungslauf | Hoffnungslauf | Hoffnungslauf | Viertelfinale | Viertelfinale | Viertelfinale | Halbfinale  | Halbfinale | Halbfinale    | Finale      | Finale | Rang |
| Athleten            | Wettbewerb | Zeit        | Platz   | Qualifikation | Zeit          | Platz         | Qualifikation | Zeit          | Platz         | Qualifikation | Zeit        | Platz      | Qualifikation | Zeit        | Platz  | Rang |
| ------------------- | ---------- | ----------- | ------- | ------------- | ------------- | ------------- | ------------- | ------------- | ------------- | ------------- | ----------- | ---------- | ------------- | ----------- | ------ | ---- |
| Frauen              |            |             |         |               |               |               |               |               |               |               |             |            |               |             |        |      |
| Phuttharaksa Nikree | Einer      | 9:17,95 min | 4       | Hoffnungslauf | 8:07,92 min   | 4             | Halbfinale E  | –             | –             | –             | 8:51,99 min | 3          | E-Finale      | 8:41,34 min | 3      | 27   |
| Männer              |            |             |         |               |               |               |               |               |               |               |             |            |               |             |        |      |
| Jaruwat Saensuk     | Einer      | 7:25,0 min  | 4       | Hoffnungslauf | 7:16,39 min   | 3             | Halbfinale E  | –             | –             | –             | 7:54,38 min | 1          | E-Finale      | 7:49,86 min | 2      | 26   |

### Radsport

#### Straße
| Athleten          | Wettbewerb    | Zeit          | Rang          |
| ----------------- | ------------- | ------------- | ------------- |
| Frauen            |               |               |               |
| Jutatip Maneephan | Straßenrennen | nicht beendet | nicht beendet |

#### BMX
| Athleten            | Wettbewerb | Qualifikation | Qualifikation | Viertelfinale | Viertelfinale | Halbfinale | Halbfinale | Finale        | Finale        | Rang          |
| Athleten            | Wettbewerb | Zeit          | Rang          | Punkte        | Rang          | Punkte     | Rang       | Zeit          | Rang          | Rang          |
| ------------------- | ---------- | ------------- | ------------- | ------------- | ------------- | ---------- | ---------- | ------------- | ------------- | ------------- |
| Frauen              |            |               |               |               |               |            |            |               |               |               |
| Amanda Mildred Carr | Race       | 36,464 s      | 13            | –             | –             | 18         | 6          | ausgeschieden | ausgeschieden | ausgeschieden |

### Schießen
| Athleten              | Wettbewerb                               | Qualifikation   | Qualifikation | Finale          | Finale        | Ringe/ Scheiben | Rang |
| Athleten              | Wettbewerb                               | Ringe/ Scheiben | Rang          | Ringe/ Scheiben | Rang          | Ringe/ Scheiben | Rang |
| --------------------- | ---------------------------------------- | --------------- | ------------- | --------------- | ------------- | --------------- | ---- |
| Frauen                |                                          |                 |               |                 |               |                 |      |
| Pim-on Klaisuban      | Luftpistole 10 Meter                     | 373             | 39            | ausgeschieden   | ausgeschieden | 373             | 39   |
| Tanyaporn Prucksakorn | Luftpistole 10 Meter                     | 378             | 27            | ausgeschieden   | ausgeschieden | 378             | 27   |
| Pim-on Klaisuban      | Sportpistole 25 Meter                    | 575             | 23            | ausgeschieden   | ausgeschieden | 575             | 23   |
| Tanyaporn Prucksakorn | Sportpistole 25 Meter                    | 568             | 32            | ausgeschieden   | ausgeschieden | 568             | 32   |
| Sutiya Jiewchaloemmit | Skeet                                    | 68              | 10            | ausgeschieden   | ausgeschieden | 68              | 10   |
| Männer                |                                          |                 |               |                 |               |                 |      |
| Napis Tortungpanich   | Luftgewehr 10 Meter                      | 617,4           | 41            | ausgeschieden   | ausgeschieden | 617,4           | 41   |
| Napis Tortungpanich   | Kleinkaliber Dreistellungskampf 50 Meter | 1159            | 37            | ausgeschieden   | ausgeschieden | 1159            | 37   |
| Napis Tortungpanich   | Kleinkaliber liegend 50 Meter            | 620,9           | 29            | ausgeschieden   | ausgeschieden | 620,9           | 29   |
| Attapon Uea-aree      | Kleinkaliber liegend 50 Meter            | 625,3           | 7             | 80,8            | 8             | 706,1           | 8    |

### Schwimmen
| Athleten             | Wettbewerb     | Vorlauf     | Vorlauf | Halbfinale    | Halbfinale    | Finale        | Finale        | Rang |
| Athleten             | Wettbewerb     | Zeit        | Rang    | Zeit          | Rang          | Zeit          | Rang          | Rang |
| -------------------- | -------------- | ----------- | ------- | ------------- | ------------- | ------------- | ------------- | ---- |
| Frauen               |                |             |         |               |               |               |               |      |
| Natthanan Junkrajang | 100 m Freistil | 56,24 s     | 32      | ausgeschieden | ausgeschieden | ausgeschieden | ausgeschieden | 32   |
| Männer               |                |             |         |               |               |               |               |      |
| Radomyos Matjiur     | 100 m Brust    | 1:02,36 min | 37      | ausgeschieden | ausgeschieden | ausgeschieden | ausgeschieden | 37   |

### Segeln
Fleet Race
| Athleten                 | Wettbewerb      | Qualifikation | Qualifikation | Medal Race    | Medal Race    | Punkte | Rang |
| Athleten                 | Wettbewerb      | Punkte        | Rang          | Punkte        | Rang          | Punkte | Rang |
| ------------------------ | --------------- | ------------- | ------------- | ------------- | ------------- | ------ | ---- |
| Frauen                   |                 |               |               |               |               |        |      |
| Siripon Kaewduangngam    | Windsurfen RS:X | 166           | 18            | ausgeschieden | ausgeschieden | 166    | 18   |
| Kamolwan Chanyim         | Laser Radial    | 268           | 32            | ausgeschieden | ausgeschieden | 268    | 32   |
| Männer                   |                 |               |               |               |               |        |      |
| Natthaphong Phonoppharat | Windsurfen RS:X | 287           | 29            | ausgeschieden | ausgeschieden | 287    | 29   |
| Keerati Bualong          | Laser           | 287           | 37            | ausgeschieden | ausgeschieden | 287    | 37   |

### Taekwondo
| Athleten               | Wettbewerb       | Achtelfinale  | Achtelfinale | Viertelfinale | Viertelfinale | Hoffnungsrunde Halbfinale | Hoffnungsrunde Halbfinale | Halbfinale    | Halbfinale    | Hoffnungsrunde Finale | Hoffnungsrunde Finale | Finale        | Finale        | Rang   |
| Athleten               | Wettbewerb       | Gegner        | Ergebnis     | Gegner        | Ergebnis      | Gegner                    | Ergebnis                  | Gegner        | Ergebnis      | Gegner                | Ergebnis              | Gegner        | Ergebnis      | Rang   |
| ---------------------- | ---------------- | ------------- | ------------ | ------------- | ------------- | ------------------------- | ------------------------- | ------------- | ------------- | --------------------- | --------------------- | ------------- | ------------- | ------ |
| Frauen                 |                  |               |              |               |               |                           |                           |               |               |                       |                       |               |               |        |
| Panipak Wongpattanakit | Klasse bis 49 kg | Maria Andrade | 18:6         | Kim So-hui    | 5:6           | Julissa Diez              | 4:2                       | ausgeschieden | ausgeschieden | Itzel Manjarrez       | 15:3                  | ausgeschieden | ausgeschieden | Bronze |
| Phannapa Harnsujin     | Klasse bis 57 kg | Eva Calvo     | 5:6          | ausgeschieden | ausgeschieden | Kimia Alisadeh            | 10:14                     | ausgeschieden | ausgeschieden | ausgeschieden         | ausgeschieden         | ausgeschieden | ausgeschieden | 7      |
| Männer                 |                  |               |              |               |               |                           |                           |               |               |                       |                       |               |               |        |
| Tawin Hanprab          | Klasse bis 58 kg | Kim Tae-hun   | 12:10        | Safwan Khalil | 11:9          | –                         | –                         | Luisito Pié   | 11:7          | –                     | –                     | Zhao Shuai    | 4:6           | Silber |

### Tennis
| Athleten                              | Wettbewerb | 1. Runde                  | 1. Runde  | 2. Runde | 2. Runde | Achtelfinale  | Achtelfinale  | Viertelfinale | Viertelfinale | Halbfinale    | Halbfinale    | Finale        | Finale        |
| Athleten                              | Wettbewerb | Gegner                    | Ergebnis  | Gegner   | Ergebnis | Gegner        | Ergebnis      | Gegner        | Ergebnis      | Gegner        | Ergebnis      | Gegner        | Ergebnis      |
| ------------------------------------- | ---------- | ------------------------- | --------- | -------- | -------- | ------------- | ------------- | ------------- | ------------- | ------------- | ------------- | ------------- | ------------- |
| Männer                                |            |                           |           |          |          |               |               |               |               |               |               |               |               |
| Sanchai Ratiwatana Sonchat Ratiwatana | Doppel     | Marcelo Melo Bruno Soares | 0:6, 6:71 | –        | –        | ausgeschieden | ausgeschieden | ausgeschieden | ausgeschieden | ausgeschieden | ausgeschieden | ausgeschieden | ausgeschieden |

### Tischtennis
| Athleten                  | Wettbewerb | 1. Runde        | 1. Runde | 2. Runde          | 2. Runde | 3. Runde      | 3. Runde      | 4. Runde      | 4. Runde      | Viertelfinale | Viertelfinale | Halbfinale    | Halbfinale    | Finale        | Finale        | Rang          |
| Athleten                  | Wettbewerb | Gegner          | Ergebnis | Gegner            | Ergebnis | Gegner        | Ergebnis      | Gegner        | Ergebnis      | Gegner        | Ergebnis      | Gegner        | Ergebnis      | Gegner        | Ergebnis      | Rang          |
| ------------------------- | ---------- | --------------- | -------- | ----------------- | -------- | ------------- | ------------- | ------------- | ------------- | ------------- | ------------- | ------------- | ------------- | ------------- | ------------- | ------------- |
| Frauen                    |            |                 |          |                   |          |               |               |               |               |               |               |               |               |               |               |               |
| Nanthana Komwong          | Einzel     | Dina Meshref    | 4:1      | Fu Yu             | 4:3      | Han Ying      | 0:4           | ausgeschieden | ausgeschieden | ausgeschieden | ausgeschieden | ausgeschieden | ausgeschieden | ausgeschieden | ausgeschieden | ausgeschieden |
| Suthasini Sawettabut      | Einzel     | Han Xing        | 4:3      | Li Jiao           | 2:4      | ausgeschieden | ausgeschieden | ausgeschieden | ausgeschieden | ausgeschieden | ausgeschieden | ausgeschieden | ausgeschieden | ausgeschieden | ausgeschieden | ausgeschieden |
| Männer                    |            |                 |          |                   |          |               |               |               |               |               |               |               |               |               |               |               |
| Padasak Tanviriyavechakul | Einzel     | Soumyajit Ghosh | 4:1      | Panagiotis Gionis | 0:4      | ausgeschieden | ausgeschieden | ausgeschieden | ausgeschieden | ausgeschieden | ausgeschieden | ausgeschieden | ausgeschieden | ausgeschieden | ausgeschieden | ausgeschieden |